# Konstantin Landa
Konstantín Yúrievich Landa (Ruso: Константин Юрьевич Ла́нда; Omsk, Unión Soviética; 22 de mayo de 1972–12 de octubre de 2022) fue un Gran Maestro, entrenador y periodista de ajedrez ruso. En 2011, la FIDE le otorgó el título de FIDE Senior Trainer.

## Carrera de ajedrez
Sus mentores fueron los Grandes Maestros Iakov Rusakov, Alexander Goldin y Yevgueni Svéshnikov.
En 1985, mientras asistía a la escuela de ajedrez de Mijaíl Botvínnik, Landa, a la edad de 13 años, derrotó al decimotercer campeón mundial Garri Kaspárov en una partida simultánea.
Landa fue subcampeón en el Campeonato Juvenil Soviético en 1989, subcampeón en el Campeonato de Rusia y campeón del Campeonato Juvenil de Rusia en 1992.
En 1991 fue nombrado Maestro Internacional y en 1995 fue nombrado Gran Maestro.
Entre sus mejores resultados se encuentran un primer puesto empatado con Zahar Efimenko en Fürth (2002), primer puesto en Trieste (2005), en Reggio Emilia (2006, por delante de Viorel Iordăchescu y de Igor Khenkin), y en el torneo de ajedrez de Vlissingen de 2011.
La Federación Internacional de Ajedrez (FIDE) le otorgó el título de FIDE Senior Trainer en 2011, el máximo título de entrenador internacional de ajedrez.
Landa fue miembro de la comisión antitrampas de la FIDE y de la Asociación de Profesionales del Ajedrez (ACP).
Algunos estudiantes destacados de Landa son Arkadij Naiditsch, Aleksandra Kosteniuk, Aleksandra Goryachkina, Evgeny Alekseev y Daniele Vocaturo. Fue el entrenador en jefe de los equipos nacionales de Irán, Emiratos Árabes Unidos y el equipo femenino de Kazajistán.
Su Elo más alto fue de 2678, y su posición más alta fue 32 en el ranking mundial, y antes de su muerte, su Elo fue de 2628, y su posición fue 153.

## Vida personal
Landa falleció el 12 de octubre de 2022, a la edad de cincuenta años, a consecuencia de cáncer.